# IC 275-1
IC 275-1 — галактика типу C  M (компактна змішана галактика) у сузір'ї Персей.
Цей об'єкт міститься в оригінальній редакції індексного каталогу.